# Comatacta micropalpus
Comatacta micropalpus là một loài ruồi trong họ Tachinidae.